# Флокс
 Тази статия е за растението.  За филмовия герой вижте Флокс (Стар Трек).  
Флокс (Phlox; от гръцки: φλόξ, „пламък“) е род от около 65 вида едногодишни и многогодишни красиво цъфтящи растения. Естественото му местообитание са умерените области на Северна Америка, но има и няколко вида от североизточна Азия. Може да се срещне като високопланинско растение, а също и като горско или прерийно цвете.
Някои видове цъфтят през ранна пролет, а други през лятото и ранна есен. Цветовете му варират от светлосиньо през ярко червено до бяло. Някои видове като Phlox glaberrima (Smooth Phlox) достигат 1,5 m височина, докато други като Phlox stolonifera (Creeping Phlox) – едва няколко сантиметра.
Флоксът предпочита добре дренирана почва и изложение, което да е частична сянка или частично слънце.
Той е популярна храна за мармоти, зайци и сърни.
След опрашване растенията образуват семе.

## Култивиране
Няколко вида от рода Флокс са култивирани в градински растения. Повечето от тях с изключение на Drummond phlox, са многогодишни. Култивираният Phlox цъфти в бяло, лилаво, синьо, розово и жълто.
Избрани видове
- Phlox adsurgens – Northern Phlox, Periwinkle phlox, Woodland phlox
- Phlox alyssifolia – Alyssumleaf phlox
- Phlox amplifolia – Largeleaf phlox
- Phlox andicola – Moss phlox, Plains phlox, Prairie phlox

- Phlox austromontana – Mountain phlox
- Phlox bifida – Cleft phlox
- Phlox borealis
- Phlox bryoides
- Phlox buckleyi – Swordleaf Phlox
- Phlox caespitosa – Cushion Phlox
- Phlox carolina – Carolina phlox, Thickleaf Phlox
- Phlox cuspidata – Pointed Phlox
- Phlox diffusa – Mat phlox, Spreading phlox
- Phlox divaricata – Blue woodland phlox, Louisiana phlox, Sweet william, Wild blue phlox
- Phlox douglasii
- Phlox drummondii – Drummond Phlox, Annual phlox, Phlox
- Phlox floridana – Florida Phlox
- Phlox glaberrima – Marsh phlox, Smooth Phlox
- Phlox glabriflora – Rio Grande phlox
- Phlox hoodii ssp. canescens – Carpet Phlox
- Phlox idahonis – Idaho Phlox
- Phlox kelseyi – Kelsey's Phlox
- Phlox latifolia – Mountain phlox, Wideflower phlox
- Phlox longifolia – Long-leaf phlox, Longleaf phlox
- Phlox maculata – Meadow Phlox, Phlox, Wild sweet William, Wild sweetwilliam
- Phlox mesoleuca – Threadleaf phlox
- Phlox missoulensis – Missoula Phlox
- Phlox mollis – Soft Phlox
- Phlox multiflora – Flowery Phlox, Rocky Mountain Phlox
- Phlox nana – Canyon phlox, Santa Fe Phlox, White-eyed phlox
- Phlox nivalis – Trailing Phlox
- Phlox ovata – Mountain Phlox
- Phlox paniculata – Fall phlox, Perennial phlox
- Phlox pilosa – Downy phlox, Fragrant phlox, Prairie Phlox
- Phlox pulchra – Alabama Phlox
- Phlox pulvinata – Cushion phlox
- Phlox roemeriana – Golden-eye Phlox, Goldeneye phlox
- Phlox sibirica – Siberian Phlox
- Phlox speciosa – Showy phlox, Woodhouse's phlox
- Phlox stansburyi – Cold-desert phlox
- Phlox stolonifera – Creeping Phlox
- Phlox subulata – Moss Phlox, Moss pink, Rock pink
- Phlox tenuifolia – Santa Catalina Mountain phlox